# Moscovien
Stratigraphie
Bashkirien Kazimovien
| Permien                                            | Cisuralien                  | Assélien     | plus récent    |
| Carbonifère                                        | Pennsylvanien cf. Silésien  | Gzhélien     | 303.7 – 298.9  |
| Carbonifère                                        | Pennsylvanien cf. Silésien  | Kasimovien   | 307.0 – 303.7  |
| Carbonifère                                        | Pennsylvanien cf. Silésien  | Moscovien    | 315.2 – 307.0  |
| Carbonifère                                        | Pennsylvanien cf. Silésien  | Bashkirien   | 323.4 – 315.2  |
| Carbonifère                                        | Mississippien cf. Dinantien | Serpukhovien | 330.3 – 323.4  |
| Carbonifère                                        | Mississippien cf. Dinantien | Viséen       | 346.7 – 330.3  |
| Carbonifère                                        | Mississippien cf. Dinantien | Tournaisien  | 358.86 – 346.7 |
| Dévonien                                           | Supérieur                   | Famennien    | plus ancien    |
| Subdivision du Carbonifère selon l'ICS, août 2018. |                             |              |                |

Le Moscovien est un étage du Pennsylvanien dans le Carbonifère (ère Paléozoïque). Il s'étend de 315,2 ± 0,2 à 307,0 ± 0,1 millions d'années,, succédant à l'étage Bashkirien et précédant le Kasimovien.
Il était anciennement inclus dans le Silésien.

## Nom et historique
Cet étage, dont le nom est donné en référence à Moscou, capitale de la Russie, a été défini et nommé par Sergei Nikitin en 1890.

## Stratigraphie
La base du Moscovien est proche des premières apparitions des conodontes Declinognathodus donetzianus et Idiognathoides postsulcatus. 
Une proposition d'utiliser la première apparition du conodonte Diplognathodus ellesmerensis existe, mais puisque cette espèce est rare et que  son évolution est relativement mal connue, elle n'a pas été acceptée pour le moment. 
Le Moscovien peut être divisé biostratigraphiquement en cinq biozones à conodontes:
- la zone de Neognathodus roundyi et de Streptognathodus cancellosus
- la zone de Neognathodus medexultimus et de Streptognathodus concinnus
- la zone de Streptognathodus dissectus
- la zone de Neognathodus uralicus
- la zone de Declinognathodus donetzianus